# Le Borg de Sant Bernat
Le Borg de Sant Bernat (francès Bourg-Saint-Bernard) és un municipi occità del Lauraguès, en el Llenguadoc, situat en el departament de l'Alta Garona, a la regió d'Occitània.

## Monument

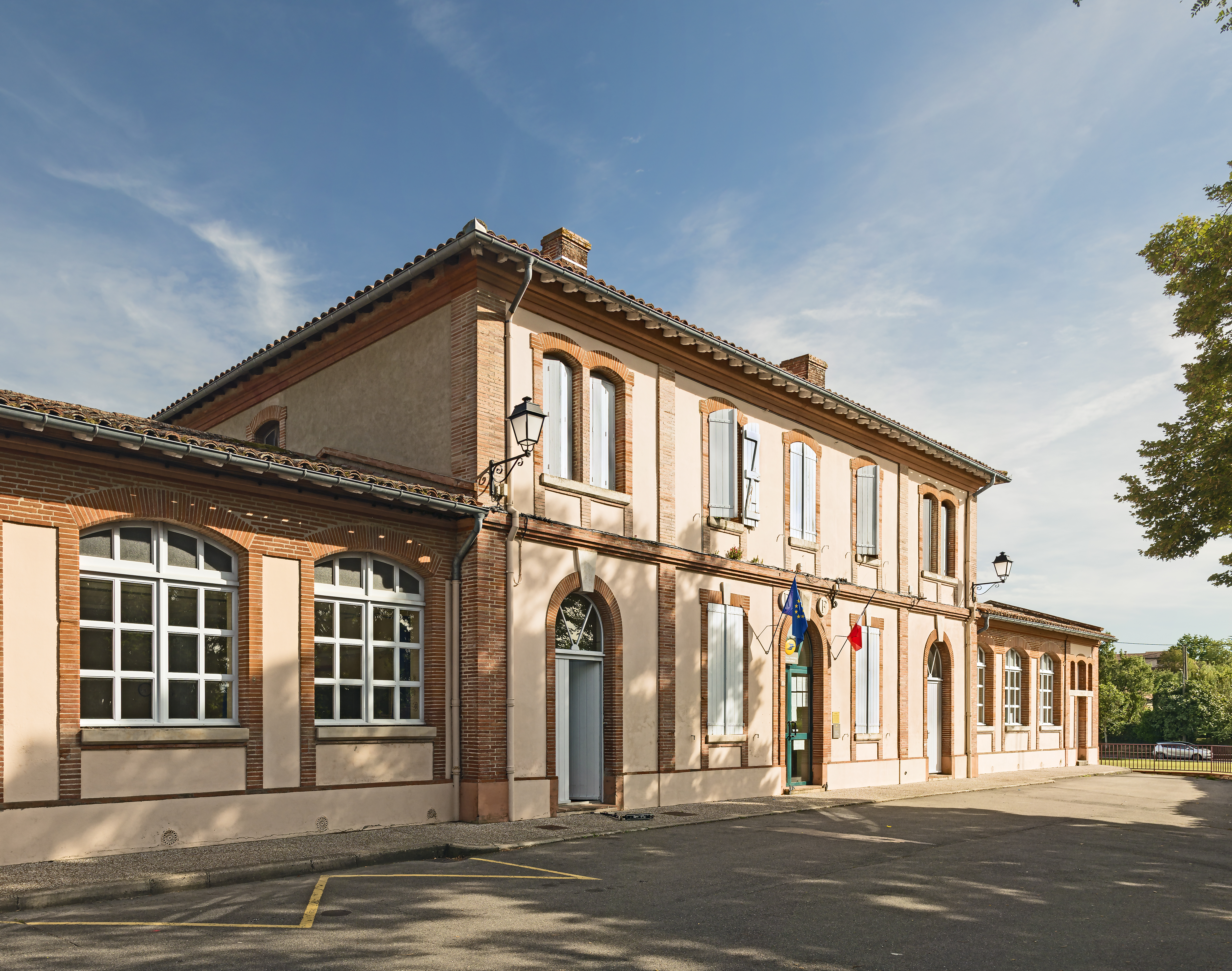
Ajuntament.
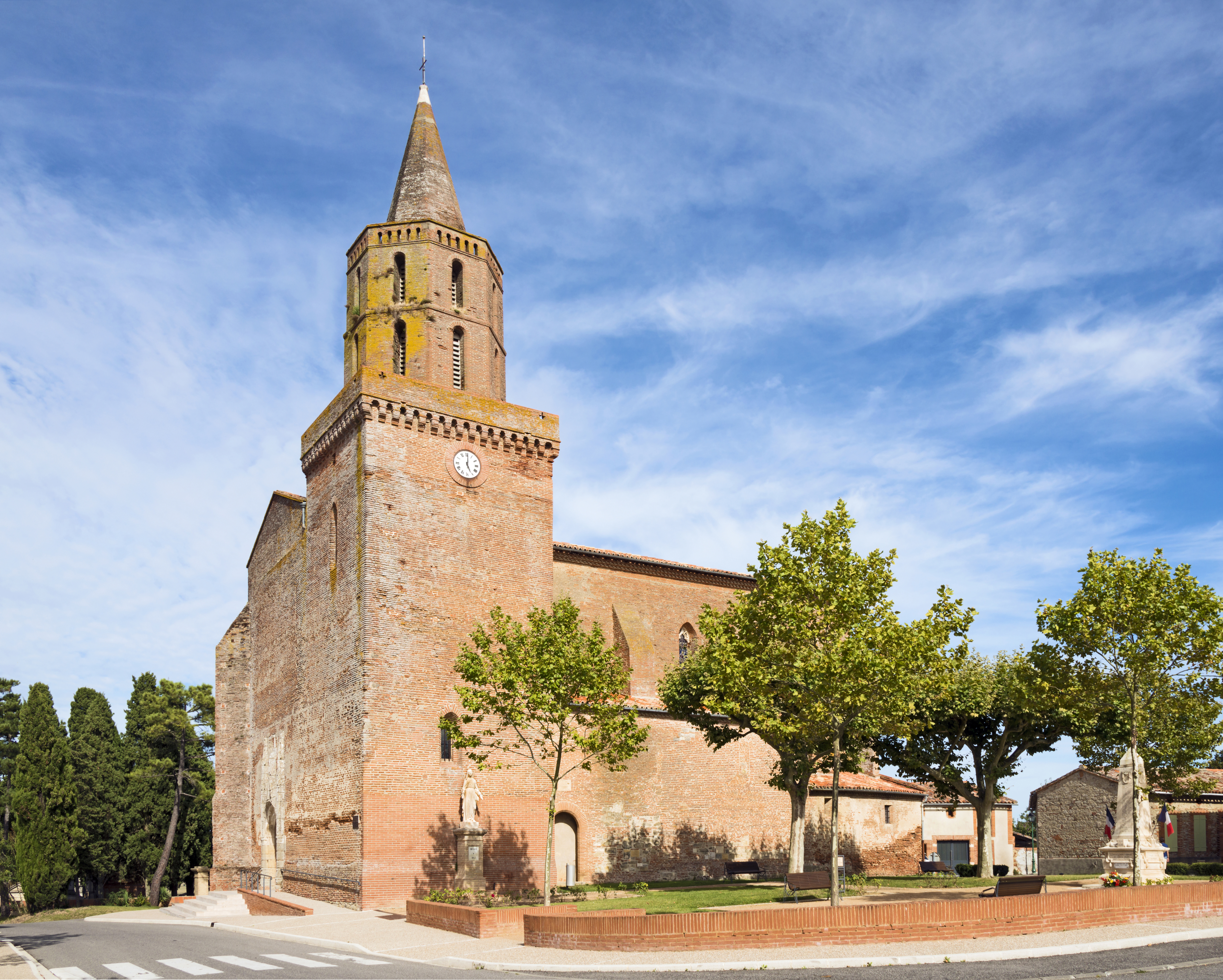
Església.
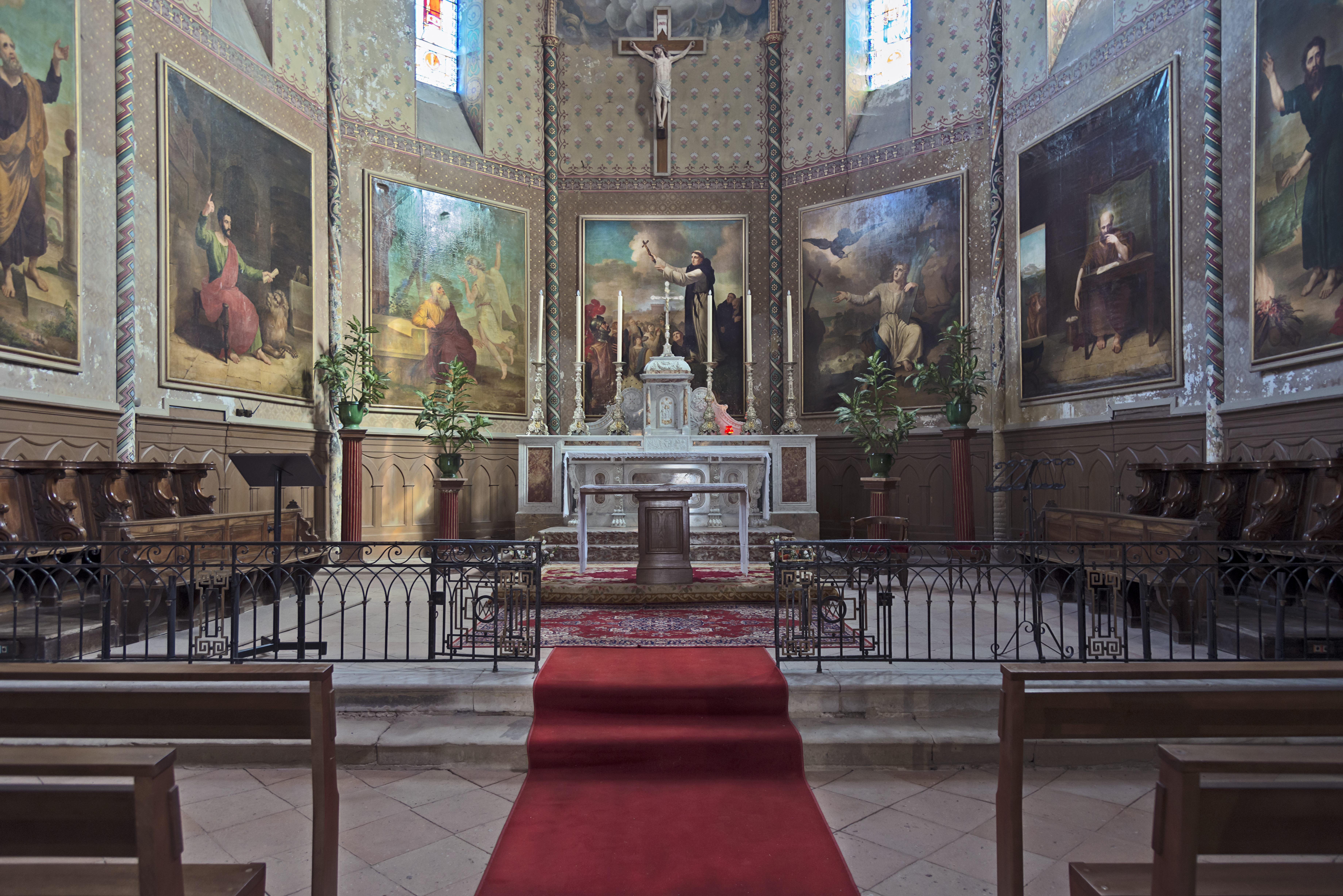
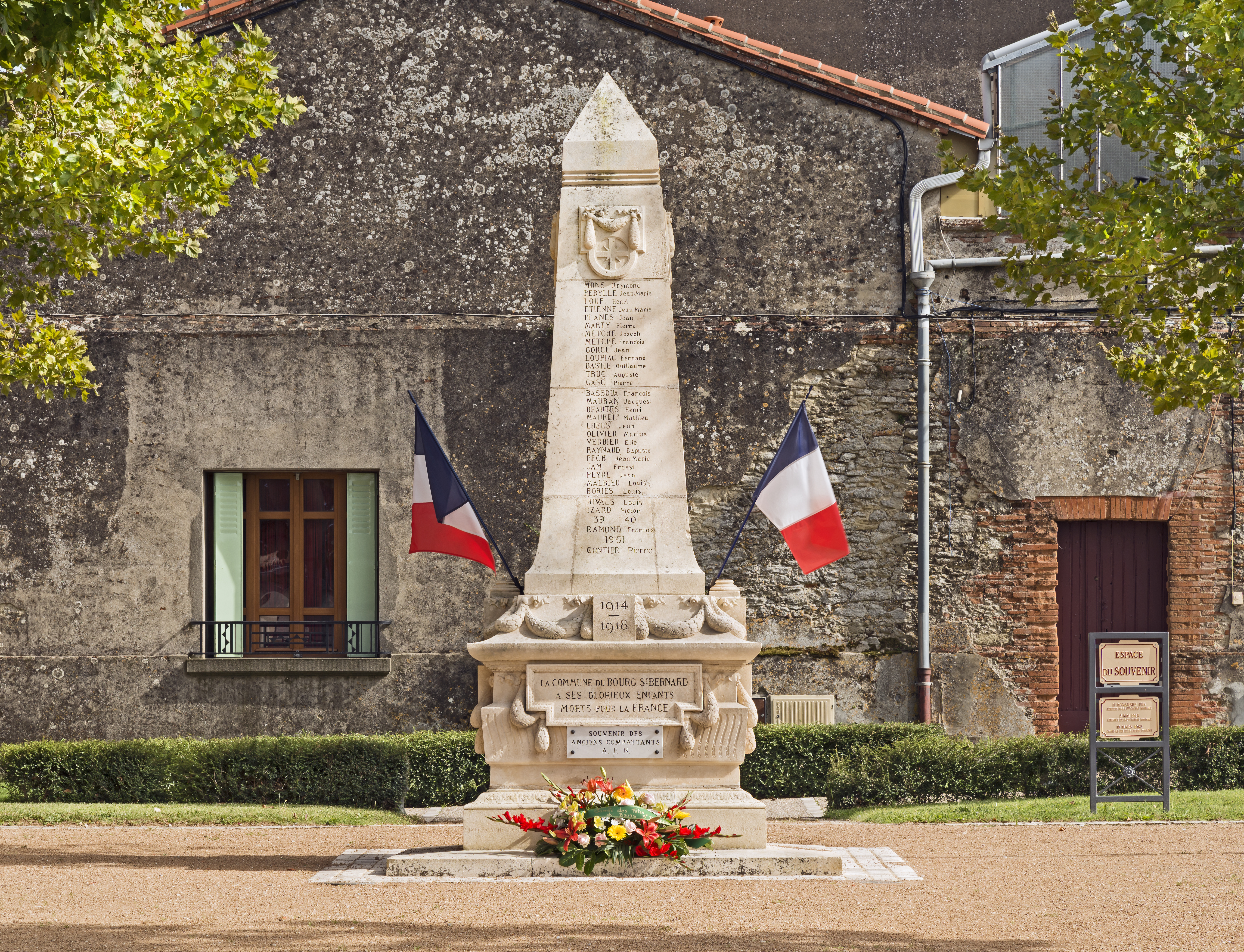
Monument als caigu